# Национално првенство Малте у рагбију
Национално првенство Малте у рагбију (енгл. Malta Rugby Union National Championship) је први ранг рагби 15 такмичења у Малти.

## О такмичењу
Овим такмичењем руководи Рагби савез Малте. У лигашком делу учествује 5 клубова. Лигу спонзорише Медитеранска банка. 
Учесници
- Силема стомперси
- Хамрун каваљери
- Кренди фалконси
- Свиери оверсис
- Моста гладијатори